# アナベル・ウラニ
アナベル・ウラニ（Annabelle Euranie 1982年9月4日- ）は、フランスのゴネス出身の柔道選手。階級は52kg級。身長172cm。得意技は内股。

## 人物
柔道は13歳の時に始めた。2001年のヨーロッパ選手権52kg級で優勝を飾った。2002年にはドイツ国際で優勝した。2003年のヨーロッパ選手権で2度目の優勝を飾ると、世界選手権では決勝でキューバのアマリリス・サボンに袈裟固で敗れるも2位となった。2004年のアテネオリンピックでは準決勝で中国の冼東妹に裏投で敗れると、3位決定戦でもベルギーのイルス・ヘイレンに有効で敗れてメダルを獲得できなかった。2005年のフランス国際では優勝した。2006年に階級を57kg級に上げると、地元のパリで開催されたワールドカップ団体戦では優勝を成し遂げた。2007年にはモチベーションが上がらないことを理由に引退を表明した。その後結婚して子供を2人もうけた。しかしながら、2013年になると復帰を果たすことになった。2014年のグランドスラム・バクー52kg級では、決勝で同僚のプリシラ・ネトを破って優勝を飾った。2016年のリオデジャネイロオリンピックにはシード権を有する世界ランク5位にいながら、世界ランク11位であるライバルのネトが代表に選ばれた。

## 主な戦績
- 2000年 - オーストリア国際　5位
- 2000年 - チェコ国際　5位
- 2001年 - ヨーロッパ選手権　優勝
- 2002年 - フランス国際　2位
- 2002年 - ドイツ国際　優勝
- 2002年 - ハンガリー国際　3位
- 2002年 - 福岡国際　2位
- 2003年 - フランス国際　5位
- 2003年 - ヨーロッパ選手権　優勝
- 2003年 - 世界選手権　2位
- 2004年 - フランス国際　5位
- 2004年 - ドイツ国際　2位
- 2004年 - ポーランド国際　5位
- 2004年 - アテネオリンピック　5位
- 2004年 - 福岡国際　2位
- 2005年 - フランス国際　優勝
- 2005年 - 地中海競技大会　優勝
- 2006年 - ワールドカップ団体戦　優勝(57kg級)
- 2013年 - フランシュ＝コンテ・オープン　優勝
- 2014年 - アフリカオープン・カサブランカ　優勝
- 2014年 - ヨーロッパオープン・ワルシャワ　3位
- 2014年 - グランプリ・サムスン　5位
- 2014年 - グランドスラム・バクー　優勝
- 2014年 - グランドスラム・アブダビ　3位
- 2015年 - ワールドマスターズ　3位
- 2015年 - ヨーロッパ競技大会　個人戦　2位　団体戦　優勝
- 2015年 - グランドスラム・アブダビ 優勝
- 2015年 -　グランドスラム・東京　3位
- 2016年 -　グランドスラム・パリ　3位
- 2016年 - グランプリ・サムスン　5位
- 2016年 - ヨーロッパ選手権　5位
- 2016年 -　ワールドマスターズ　3位

(出典、JudoInside.com)。　